# 745
| Calendário gregoriano                                                        | 745 DCCXLV                      |
| Ab urbe condita                                                              | 1498                            |
| Calendário arménio                                                           | 194 – 195                       |
| Calendário bahá'í                                                            | -1099 – -1098                   |
| Calendário budista                                                           | 1289                            |
| Calendário chinês                                                            | 3441 – 3442                     |
| Calendário copta                                                             | 461 – 462                       |
| Calendário etíope                                                            | 737 – 738                       |
| Calendários hindus - Vikram Samvat - Calendário nacional indiano - Cáli Iuga | 800 – 801 666 – 667 3845 – 3846 |
| Calendário Holoceno                                                          | 10745                           |
| Calendário islâmico                                                          | 127 – 128                       |
| Calendário judaico                                                           | 4505 – 4506                     |
| Calendário persa                                                             | 123 – 124                       |
| Calendário rúnico                                                            | 995                             |
| Calendário solar tailandês                                                   | 1288                            |

745 (DCCXLV na numeração romana) foi um ano comum do século VIII do Calendário Juliano, da Era de Cristo, a sua letra dominical foi C (52 semanas), teve início a uma sexta-feira e terminou também a uma sexta-feira.
| Ano completo                       |
| ---------------------------------- |
| Ano comum com início à sexta-feira |